# Dužnost pažnje (prema privrednim društvima)
Dužnost pažnje je “obaveza pažnje” koja podrazumeva angažovanje sredstava u svojoj moći radi postizanja određenog rezultata. Dužnost lica je da svoje poslove izvršavaju savesno, sa pažnjom dobrog privrednika, u razumnom uverenju da deluju u interesu privrednog društva. Lica imaju obavezu da svoje odluke zasnivaju na mišljenjima i informacijama dobijenih od stručnih lica za odgovarajuću oblast za koje veruju da su za tu oblast savesna i kompetentna. Lica koja postupaju sa navedenom pažnjom, nisu odgovorna za štetu koja iz takve odluke nastane za privredno društvo.

## Građansko i kompanijsko pravo
Članovi upravnog odbora (borda direktora) i druga lica koja imaju dužnosti prema privrednom društvu ne mogu garantovati postizanje nekog rezultata (obaveza rezultata) , već samo preduzimanje sa “dužnom pažnjom” svega što je u njihovoj moći (obaveza sredstava-načina), prema apstraktnom standardu “razumnog čoveka” ili “dobrog privrednika”.
Zakon o obligacionim odnosima takođe poznaje standard “pažnje dobrog privrednika” i standard “pažnje dobrog stručnjaka”. Prema ovom zakonu, „strana u obligacionom odnosu dužna je da u izvršavanju svoje obaveze postupa sa pažnjom koja se u pravnom prometu zahteva u odgovarajućoj vrsti obligacionih odnosa(pažnja dobrog privrednika,odnosno pažnja dobrog domaćina)“, a u slučaju profesionalnih delatnosti „strana u obligacionom odnosu dužna je da u izvršavanju obaveze iz svoje profesionalne delatnosti postupa sa povećanom pažnjom,prema pravilima struke i običajima (pažnja dobrog stručnjaka)“. Distinkcija „pažnje dobrog stručnjaka“ i „pažnje dobrog privrednika“ učinjena je u ovom zakonu svesno i sa idejom stepenovanja pažnje, a time i odgovornosti.

## Dužnost pažnje u obavljanju poslova privrednog društva
Privredno društvo je privredni subjekt sa jedinstvenim interesom, interesom jednog ili više vlasnika. Medjutim, u stvarnosti osim interesa vlasnika u društvu dolaze do izražaja i drugi interesi: poverilaca, zaposlenih, uprave i samog društva. Navedeni interesi su u praksi često suprotstavljeni, a ponekad i konfliktni. Zbog toga zakonodavac ima zadatak da te suprotstavljene interese uskladi, propisivanjem odgovarajućih pravila.

### Lica koja imaju dužnost prema privrednom društvu
U našem pravu je usvojen anglosaksonski koncept dužnosti određenih lica prema privrednom društvu, koji polazi od toga da je interes društva jedini interes koji ta lica realizuju. Ta lica su: 
1. Svi ortaci ortačkog drustva i svi komplementari komanditnog društva;
2. Kontrolni članovi društva sa ograničenom odgovornošću ili kontrolni članovi akcionarskog društva (to su lica koja sama ili zajedno ostvaruju kontrolu nad upravljanjem društva);
3. Zastupnici društva;
4. Članovi organa društva kapitala;
5. Članovi nadzornog organa i druga lica u društvu kapitala;
6. Lica koja imaju ugovorna ovlašćenja da upravljaju poslovima društva i
7. Likvidacioni upravnik društva.

### Postupanje sa pažnjom dobrog privrednika
Lica koja imaju dužnost prema privrednom društvu moraju da obavljaju svoje poslove savesno, sa pažnjom dobrog privrednika i sa uverenjem da rade u najboljem interesu privrednog društva. Lice koje postupa u skladu sa svojim dužnostima nije odgovorno za štetu koja iz takve procene nastane za društvo. Npr, ako zastupnik zaključi rizičan posao za društvo, neće snositi odgovornost za nastalu štetu iz tog posla ako je postupao sa odgovarajućom pažnjom.

### Dužnost lojalnosti
Zakonom je stavljeno u dužnost određenim licima da postupaju savesno i lojalno prema privrednom društvu. Načelo lojalnosti u našem Zakonu o privrednim društvima konkretizuje se: 1) u slučajevima postojanja ličnog interesa; 2) u postojanju sukoba interesa sa društvom; 3) u slučaju zabrane konkurencije privrednom društvu.
- Lični interes i privredno društvo

U svim slučajevima u kojima lica koja imaju dužnost prema privrednom drustvu, a imaju lični interes, duguju lojalnost društvu, a naročito: da ne koriste imovinu društva radi ostvarenja ličnog interesa; da ne koriste povlašćene informacije u društvu radi ličnog bogaćenja; da ne zloupotrebljavaju pozicije u društvu radi ličnog bogaćenja; da ne koriste poslovne mogućnosti društva radi ostvarivanja svojih ličnih potreba.
- Zabrana ugovaranja u ličnom interesu

Povreda pravila sukoba interesa sa privrednim društvom u slučaju postojanja ličnog interesa ili interesa povezanog lica, stvara obavezu naknade štete društvu, osim ako je tako zaključen pravni posao odobren u dobroj veri: a) od svih drugih ortaka ili svih komplementara koji nemaju lični interes; b) vecinom glasova članova društva sa ograničenom odgovornošću koji nemaju lični interes; c) većinom glasova članova upravnog odbora koji nemaju lični interes u tom poslu (u slučaju akcionarskog društva).
- Zabrana konkurencije privrednom društvu

Lica koja imaju dužnost prema privrednom društvu ne mogu biti, direktno ili indirektno, angažovana u drugom društvu sa konkurentskom delatnošću, osim ako za to dobiju odobrenje nadležnog organa društva. Ako nije reč o društvu sa konkurentskom delatnošću, zakonom se ne zabranjuje angažovanje lica koja imaju dužnost u drugom privrednom društvu.Povreda sukoba interesa i zabrane konkurencije daje privrednom društvu pravo da zahteva naknadu štete od lica koje je prekršilo zabranu.

### Dužnost čuvanja poslovne tajne
Zakonodavac pod poslovnom tajnom podvodi „informaciju o poslovanju određenu osnivačkim aktom, za koju je očigledno da bi prouzrokovala znatnu štetu privrednom društvu ako dođe u posed trećem licu“. Informacija o poslovanju, koja predstavlja tajnu društva, može biti određena, pored osnivačkim aktom, i posebnim aktom ili ugovorom ortaka, ili ugovorom članova društva, odnosno statutom akcionarskog drušva. U pravnoj doktrini pravi se razlika između proizvodne tajne (predstavljaju podaci o nepatentiranim pronalascima i inovacijama u obavljanju delatnosti društva, npr. know-how) i komercijalne tajne (predstavljaju podaci o tome ko su poslovni partneri privrednog društva ili podaci o finansijskom poslovanju društva). Međutim, zakonom je određeno da poslovnu tajnu ne mogu da predstavljaju informacije čije je objavljivanje obavezno, u skladu sa zakonom, ili koje su u vezi sa povredom zakona, dobre poslovne prakse ili principa poslovnog morala, ali i informacije za koje postoji osnovana sumnja na postojanje korupcije. Lica na koja se odnosi dužnost čuvanja poslovne tajne odgovorna su privrednom društvu za pričinjenu štetu.

## Zakon o privrednim društvima

### Dužnost pažnje

#### Zakon o privrednim društvima, član 63.
Lica iz člana 61. stava 1. tač. 4) i 5) ovog zakona dužna su da u tom svojstvu izvršavaju svoje poslove savesno, sa pažnjom dobrog privrednika, i u razumnom uverenju da deluju u najboljem interesu društva.
Pod pažnjom dobrog privrednika u smislu stava 1. ovog člana podrazumeva se stepen pažnje sa kojom bi postupalo razumno pažljivo lice koje bi posedovalo znanje, veštine i iskustvo koje bi se osnovano moglo očekivati za obavljanje te dužnosti u društvu. Ako lice iz člana 61. stav 1. tač. 4) do 5) poseduje određena specifična znanja, veštine ili iskustvo, prilikom ocene stepena pažnje uzeće se u obzir i ta znanja, veštine i iskustvo.
Smatra se da lica iz člana 61. stav 1. tač. 4) do 5) ovog zakona mogu da svoje postupanje zasnivaju i na informacijama i mišljenjima lica stručnih za odgovarajuću oblast, za koje razumno veruju da su u tom slučaju savesno postupala. Lice iz člana 61. stav 1. tač. 4) do 5) koje dokaže da je postupalo u skladu sa ovim članom nije odgovorno za štetu koja iz takvog postupanja nastane za društvo.

## Literatura
1. Mirko S.Vasiljević, "Kompanijsko pravo-pravo privrednih društava",peto izdanje.  978-86-7630-197-3.
2. Ratko Marković, Privredno pravo, Ekonomski fakultet u Beogradu

## Spoljašnje veze
- Zakon o privrednim društvima
- Zakon o obligacionim odnosima